# Silex and the City
Silex and the City ist eine französische Comicserie des Zeichners und Autoren Jul. Der Cartoon verarbeitet aktuelle Gesellschaftsthemen, adaptiert auf die Steinzeit. Der Titel wurde in Anlehnung an die Fernsehserie Sex and the City gewählt, die Bezeichnung Silex ist ein Synonym für Feuerstein.

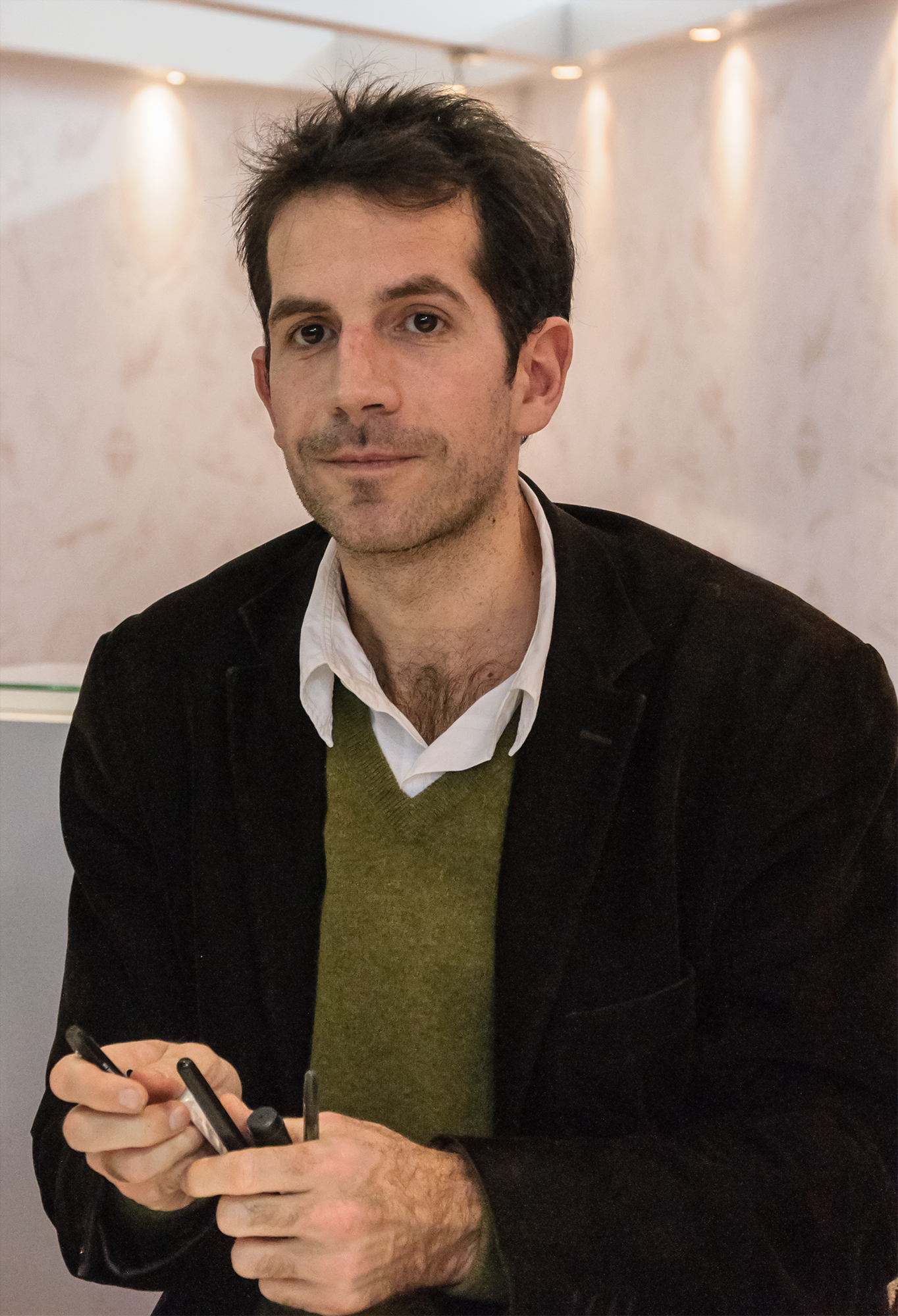
Jul, Festival International de la Bande Dessinée d’Angoulême 2013

## Inhalt
Die Serie erzählt von den Erlebnissen der Familie Dotcom in der Altsteinzeit. Die Familie, bestehend aus Vater Blog, Mutter Spam, Tochter Web und Sohn Url, schlägt sich mit alltäglichen Problemen herum, die den heutigen sehr ähnlich sind.

## Veröffentlichung
Der Verlag Dargaud zeichnet verantwortlich für die Veröffentlichung der bisherigen sieben Bände. Von den ersten beiden Bänden Avant notre ère (2009) und Réduction du temps de trouvaille (2010) wurden etwa 160.000 Exemplare verkauft. Der dritte Band erschien im August 2012 unter dem Titel Le néolithique, c’est pas automatique.

## Fernsehserie
Für den Fernsehsender Arte wurde von Haut et Court TV und Je suis Bien Content auf Grundlage des Comics eine gleichnamige Zeichentrickserie mit 30 resp. 40 Folgen pro Staffel produziert. Jede Folge hat etwa 3 Minuten Länge. Regie führten Andrey Brun und Jeremie Hoarau, als Produzenten waren Caroline Benjo, Jimmy Desmarais, Barbara Letellier verpflichtet. Das Drehbuch schrieb Nicolas Livet und die Musik stammt von Antoine Berjeaut und Alexis Pecharman.
Die Serie war erstmals auf Deutsch und Französisch ab dem 3. September 2012 auf Arte zu sehen. Den internationalen Vertrieb übernahm Mediatoon Distribution.

## Sprecher
Die deutschsprachige Synchronisation entstand nach den Dialogbüchern von Änne Troester, Werner Böhnke, Klaus Terhoeven (Staffel 4) und Sabine Régé-Turo (Staffel 5) unter der Dialogregie von Rainer Martens und Werner Böhnke durch die Berliner Synchron GmbH.
| Figur                                                | Originalsprecher | Deutscher Sprecher        |
| ---------------------------------------------------- | ---------------- | ------------------------- |
| Blog Dotcom                                          | Franck Ekinci    | Wolfgang Wagner           |
| Spam Dotcom                                          | Noémie de Lattre | Katrin Zimmermann         |
| Web Dotcom                                           | Camille Serceau  | Anita Hopt                |
| Url Dotcom                                           | Fabien Limousin  | Constantin von Jascheroff |
| Bacterianne                                          | N. N.            | Sarah Alles               |
| Eve, Najat                                           | N. N.            | Shanti Chakraborty        |
| Jean-Vincent                                         | N. N.            | Michael Iwannek           |
| Julius                                               | N. N.            | Uli Krohm                 |
| Loren                                                | N. N.            | Silvia Mißbach            |
| Olga Finkelstein                                     | N. N.            | Luise Lunow               |
| Rahan                                                | N. N.            | Tobias Nath               |
| Abilis Lucet                                         | N. N.            | Daniela Thuar             |
| Baumschutzaktivist, Hummer Sharif, Affe Chef         | N. N.            | Patrick Giese             |
| Benoit Roc, Inspektor, Priester                      | N. N.            | Gerrit Hamann             |
| Bocktim, Mourad                                      | N. N.            | Sebastian Römer           |
| Cleopoulpe                                           | N. N.            | Gabriele Schramm-Philipp  |
| Direktor, Julius Lezard, Oktopus                     | N. N.            | Steven Merting            |
| Fremdenführerin                                      | N. N.            | Daria Kolembach           |
| Godard, Kersilex, Nachrichtensprecher, Shrimp Butler | N. N.            | Walter Alich              |
| Kapitän                                              | N. N.            | Hanns Jörg Krumpholz      |
| Marine, Sonia                                        | N. N.            | Antje Thiele              |
| Macha, Samantha, Vanessa                             | N. N.            | Anja Mentzendorff         |
| Sapiensreporterin                                    | N. N.            | Ann Vielhaben             |
| Schülerkannibale                                     | N. N.            | Rahul Chakraborty         |
| Darwin Poppins                                       | N. N.            | Heide Ihlenfeld           |
| Junge, Rasta, Affe, Affe #2, Mann #1                 | N. N.            | Edwin Gellner             |
| Lemurielle                                           | N. N.            | Daniela Molina            |
| Zahnarzt                                             | N. N.            | Rüdiger Joswig            |
| Darwinna                                             | N. N.            | Melanie Isakowitz         |
| Kellner                                              | N. N.            | Jan Kurbjuweit            |
| Laetitia                                             | N. N.            | Sarah Tkotsch             |
| M                                                    | N. N.            | Raimund Krone             |
| Monkeypenny                                          | N. N.            | Ute Noack                 |
| Q / Horst                                            | N. N.            | Werner Böhnke             |
| Racula                                               | N. N.            | Nina Herting              |
| Sommelier                                            | N. N.            | Simon Derksen             |